# Grabowo (gmina Turgiele)
Grabowo (lit. Grabiai) − wieś na Litwie, w rejonie solecznickim, 6 km na północny wschód od Turgieli, zamieszkana przez 10 ludzi. Przed II wojną światową w Polsce, w powiecie wileńsko-trockim województwa wileńskiego.